# Gros-bec à capuchon
Hesperiphona abeillei
Pour les articles homonymes, voir Gros-bec.
Espèce
Statut de conservation UICN

 LC  : Préoccupation mineure
Le Gros-bec à capuchon (Hesperiphona abeillei) est une espèce de passereau appartenant à la famille des Fringillidae.

## Distribution
Elle est discontinue, en taches, avec trois poches au Mexique et une commune au Mexique, au Guatemala et au Salvador.

## Sous-espèces
- H. a. abeillei (Lesson, 1839) : centre et sud du Mexique (Sierra de Juarez, Vera Cruz, nord d’Oaxaca, Michoacan, Puebla, Guerrero).
- H. a. pallida Nelson, 1928 : nord-ouest du Mexique (Sierra Madre, sud de Chihuahua, ouest de Durango).
- H. a. saturata Sutton & Burleigh, 1939) : sud-est du Mexique (Sierra Madre Orientale, sud de Tamaulipas, est de San Luis Potosi).
- H. a. cobanensis Nelson, 1928 : extrême sud du Mexique (Chiapas), Guatemala (Huchuetenango, San Marcos, Jalapa, Chiquimula), nord-ouest du Salvador (région de Santa Ana).

## Habitat
Le gros-bec à capuchon noir est un habitant des forêts d’altitude entre 1000 et 3 350 m, notamment de la forêt pluviale au-dessus de 1 200 m où il fréquente surtout les bois humides de chênes, de pins, les forêts mixtes de chênes et de sapins ou leurs lisières. Il visite aussi les jardins, les parcs, les vergers, les abords des cultures et des plantations de fruits tropicaux.

## Alimentation
Elle est très peu documentée, Clement et al. (1993) mentionnant des baies et des graines d’arbres. Plus précisément, la consommation de graines d’Heliocarpus donnell-smithii, tiliacée et de bourgeons d’Inga laurina, fabacée (ou mimosacée) a été décrite, photos à l’appui in Ottaviani (2008).

## Mœurs
De localement commun à rare, il évolue habituellement en couples ou en groupes lâches mais pouvant compter jusqu’à 40 ou 50 individus. Il se perche souvent au sommet des arbres morts ou partiellement défoliés ou encore, bien en vue, sur un perchoir surélevé, dominant la canopée. Il vole haut dans les airs, parcourant souvent de longues distances en terrain découvert (Edwards 1972, Irby Davis 1972, Peterson & Chalif 1973).